# Herrera (Sevilla)
Herrera is een gemeente in de Spaanse provincie Sevilla in de regio Andalusië met een oppervlakte van 54 km². In 2007 telde Herrera 6450 inwoners.

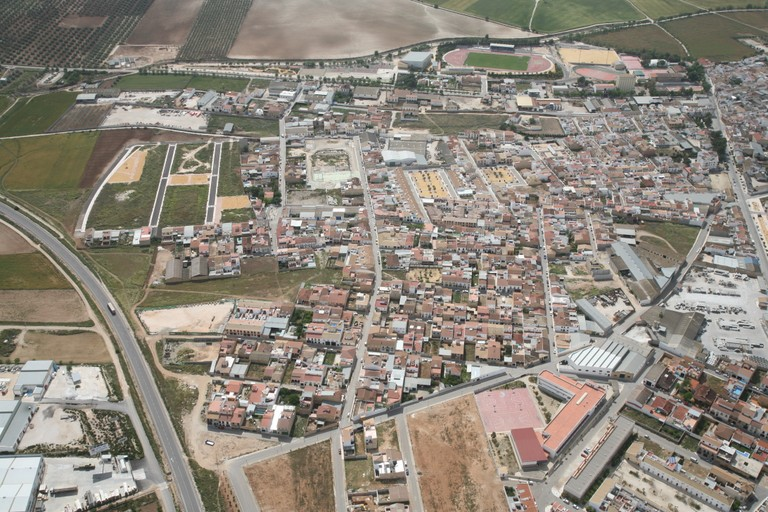
Luchtfoto van Herrera

## Demografische ontwikkeling
Bron: INE, 1857-2011: volkstellingen